# Aurélien Tertereau
Aurélien Tertereau, né le 24 juillet 1991 au Mans, est un footballeur français, qui évolue au poste de milieu offensif à l'US Avranches.

## Biographie
Aurélien Tertereau est formé dans le club de sa ville natale, le Mans UC.
En avril 2006, il dispute avec la sélection du Maine la Coupe Nationale des 14 ans à Clairefontaine, en compagnie des futurs pros Francis Coquelin et Maxime Hautbois.
Il joue ensuite dans les divisions inférieures, en CFA2 avec le Sablé FC et Le Mans, et en CFA avec le FC Fleury 91.
En 2017, il s'engage dans le club de l'Entente SSG en National.
Une saison plus tard, il rejoint le Rodez Aveyron Football, avec qui il remporte le championnat de National en 2019 et découvre la Ligue 2. Il dispute son premier match en deuxième division le 26 juillet 2019 lors d'une victoire 2-0 face à l'AJ Auxerre. Il quitte le Rodez AF à l'issue de la saison 2020-2021.
Le 24 septembre 2021 alors qu'il est sans club, il signe libre dans le club Sporting Toulon Var.
Après avoir passé les deux dernières saisons à Toulon, il s'engage avec le club de l'US Avranches en National 2.

## Statistiques
| Saison                | Club                  | Championnat           | Championnat | Championnat | Championnat | Coupe nationale | Coupe nationale | Coupe nationale | Coupe de la Ligue | Coupe de la Ligue | Coupe de la Ligue | Total | Total | Total |
| Saison                | Club                  | Division              | M.          | B.          | P.d.        | M.              | B.              | P.d.            | M.                | B.                | P.d.              | M.    | B.    | P.d.  |
| 2010-2011             | Sablé FC              | CFA 2                 | 24          | 6           | 5           | 2               | 1               | 0               | -                 | -                 | -                 | 26    | 7     | 5     |
| 2011-2012             | Sablé FC              | CFA 2                 | 29          | 10          | 5           | 8               | 3               | 4               | -                 | -                 | -                 | 37    | 13    | 9     |
| 2012-2013             | Sablé FC              | CFA 2                 | 27          | 9           | 10          | 6               | 7               | 2               | -                 | -                 | -                 | 33    | 16    | 12    |
| 2013-2014             | Sablé FC              | CFA 2                 | 25          | 9           | 3           | 5               | 3               | 1               | -                 | -                 | -                 | 30    | 12    | 4     |
| Sous-total            | Sous-total            | Sous-total            | 105         | 34          | 23          | 21              | 14              | 7               | -                 | -                 | -                 | 126   | 48    | 30    |
| 2014-2015             | Le Mans FC            | CFA 2                 | 25          | 9           | 1           | 7               | 6               | 0               | -                 | -                 | -                 | 32    | 15    | 1     |
| 2015-2016             | Le Mans FC            | CFA 2                 | 24          | 4           | 5           | 5               | 5               | 3               | -                 | -                 | -                 | 29    | 9     | 8     |
| Sous-total            | Sous-total            | Sous-total            | 49          | 13          | 6           | 12              | 11              | 3               | -                 | -                 | -                 | 61    | 24    | 9     |
| 2016-2017             | FC Fleury 91          | CFA                   | 28          | 3           | 3           | 8               | 4               | 1               | -                 | -                 | -                 | 36    | 7     | 4     |
| Sous-total            | Sous-total            | Sous-total            | 28          | 3           | 3           | 8               | 4               | 1               | -                 | -                 | -                 | 36    | 7     | 4     |
| 2017-2018             | Entente SSG           | National              | 29          | 2           | 10          | 4               | 0               | 3               | -                 | -                 | -                 | 33    | 2     | 13    |
| Sous-total            | Sous-total            | Sous-total            | 29          | 2           | 10          | 4               | 0               | 3               | -                 | -                 | -                 | 33    | 2     | 13    |
| 2018-2019             | Rodez AF              | National              | 27          | 4           | 3           | 2               | 0               | 1               | -                 | -                 | -                 | 29    | 4     | 4     |
| 2019-2020             | Rodez AF              | Ligue 2               | 23          | 0           | 2           | 2               | 0               | 0               | 1                 | 0                 | 0                 | 26    | 0     | 2     |
| 2020-2021             | Rodez AF              | Ligue 2               | 9           | 0           | 0           | -               | -               | -               | -                 | -                 | -                 | 9     | 0     | 0     |
| Sous-total            | Sous-total            | Sous-total            | 59          | 4           | 5           | 4               | 0               | 0               | 1                 | 0                 | 0                 | 64    | 4     | 5     |
| Total sur la carrière | Total sur la carrière | Total sur la carrière | 76          | 9           | 2           | 10              | 2               | 2               | 5                 | 2                 | 0                 | 91    | 13    | 4     |

## Palmarès
Rodez AF
- Championnat de France National (1) :
  - Champion : 2018-19.